# Вељко Алексић
Вељко Алексић (Подврш, код Никшића, 15. април 1913 — Тјентиште, 13. јун 1943), учесник Народноослободилачке борбе и народни херој Југославије.

## Биографија
Вељко Алексић је рођен 15. априлa 1913. године у селу Подвршу, код Никшића, у сиромашној сељачкој породици. Са 20 година је радио као дрвосеча у Сарајеву, где се први пут упознао са омладинским радним покретом. Члан Комунистичке партије Југославије је од 1940. године. По повратку у своје родно село, почео је да развија идеје комунизма, поставши један од најактивнијих чланова Покрајинског комитета КПЈ за Црну Гору.
Након окупације Југославије од стране Немаца 1941. године заједно са другим комунистима, Вељко је почео да припрема оружани говор и регрутује волонтере да започне рат против Немаца. У мају 1941. године организовао је прву саботажу, и експлозију железничке пруге Ластва-Билећа, а сличну је експлозију направио на путу Требиње-Билећа (код Рожине).
Током прве битке код Рожине, Вељков одред је уништио (и делимично заробио) око 130 војника усташких оружаних формација, запленивши огромну количину лаког наоружања и 105-милиметарску пушку. У бици код Стражишта, партизани Велка Алексића успели су уништити неколико италијанских гарнизона, заробили или убили око 30 Италијана. Алексић је показао ретку неустрашивост у биткама.
У новоформираном Банијско-Вучедолском ударном батаљону, Вељко је био заменик политичког инструктора. На територији Билећког и Никшићког рејона његов батаљон успешно спроводи војне операције против Италијана, Усташа и Четника а Алексић чини вредан допринос победи. У борбама за Плевља, Паник и друге градове, Вељкови партизани су показали велику храброст. У мају 1942. године, заједно са Петром Драпшином, будућим народним херојем Југославије, Вељко је учествовао у борбама на линији Зеленгора-Врбнитса, која је кулминирала одличним продором партизана у хрватско-немачки прстен.
У јануару 1943. године, током борби за Зепчу, Вељко је у оквиру 5. црногорске бригаде током 10 сати водио одбрамбене борбе покушавајући да уништи оклопни воз који је пуцао на Зепчу и покушао да доведе појачање. Алексић је извршио сличне подвиге у биткама за Прозор и Коњиц, у целој Босни и Херцеговини.
Погинуо је 13. јуна 1943. године у јуришу, изнад Тјентишта, за време Пете непријатељске офанзиве, као командир Прве чете у Првом батаљону Пете пролетерске црногорске ударне бригаде.
Указом Президијума Народне скупштине Федеративне Народне Републике Југославије, 20. децембра 1951. године, проглашен је за народног хероја.